# Benjamín Irazábal
Benjamín Irazábal ist ein uruguayischer Politiker und Bauingenieur.
Der der Partido Nacional angehörige Irazábal schloss sein Studium an der ingenieurwissenschaftlichen Fakultät ("Facultad de Ingeniería") der Universidad de la República am 6. April 1987 erfolgreich ab. Schon zu Studienzeiten war er in der Bewegung Por la Patria politisch aktiv. Am 24. Juli 2009 wurde er nach dem Rücktritt Carmelo Vidalíns dessen Nachfolger im Amt des Intendente des Departamentos Durazno. Anschließend wurde er für den Zeitraum 2010 bis 2015 in der folgenden Wahl bestätigt.